# Vág
Vág es un pueblo húngaro perteneciente al condado de Győr-Moson-Sopron, distrito de Csorna.

## Superficie
Cuenta con una superficie de 14,03 kilómetros cuadrados.

## Demografía
Hasta 2023 la población era de 473 habitantes, con una densidad de población de 33,71 habitantes por kilómetro cuadrado.
| Gráfica de evolución demográfica de Vág entre 2018 y 2023 |
|                                                           |
| Datos según la Oficina Central de Estadística de Hungría. |